# Nōbi (nizina)
Nizina Nōbi (jap. 濃尾平野 Nōbi-heiya) – równina aluwialna, rozciągająca się od południowo-zachodniej części prefektury Gifu do północno-zachodniej części prefektury Aichi. 
Zajmuje ona obszar ok. 1800 km². 
Na zachodzie jest ograniczona pasmami górskimi Ibuki i Yōrō, a na wschodzie wzgórzami Owari. Północną granicę wyznaczają góry Ryōhaku, a południową zatoka Ise.
Obszar ten nazywany jest także „trzy rzeki Kiso”, ponieważ trzy rzeki: (Ibi, Kiso i Nagara), w swoim dolnym biegu na przemian łączą się i rozdzielają, nanosząc bardzo żyzne gleby. 
Dolna część biegu wszystkich trzech rzek znajduje się w prefekturze Aichi i składa się z rozległych mokradeł, w niektórych miejscach poniżej poziomu morza. 
Z powodu ulewnych deszczów i tajfunów poziom wody może się gwałtownie zmieniać, co w przeszłości wyrządzało wielkie szkody. Spowodowało to wykształcenie charakterystycznych lokalnych sposobów ochrony, jak np. budowanie okrągłych wałów ziemnych, otaczających miejscowości (np. Wa-no-uchi w prefekturze Gifu). Nowożytne miasta Tsushima i Nagoja zostały zbudowane na niewielkich płaskowyżach, aby uniknąć zalań, co przyczyniło się do ich rozkwitu.
Uskok Yōrō znajduje się na skraju równiny Nōbi i jest przyczyną powstania pasma górskiego Yōrō. Sedymentacja z trzech rzek tworzy wschodnią krawędź niziny, co dobrze pokazuje opadanie terenu. Spadek ten jest nazywany przechyłem Nōbi.
Uskok Neodani przebiegający przez centralną część równiny Nōbi był przyczyną trzęsienia ziemi Mino-Owari w 1891 roku, jednego z największych trzęsień ziemi w głównej części Japonii.

## Galeria

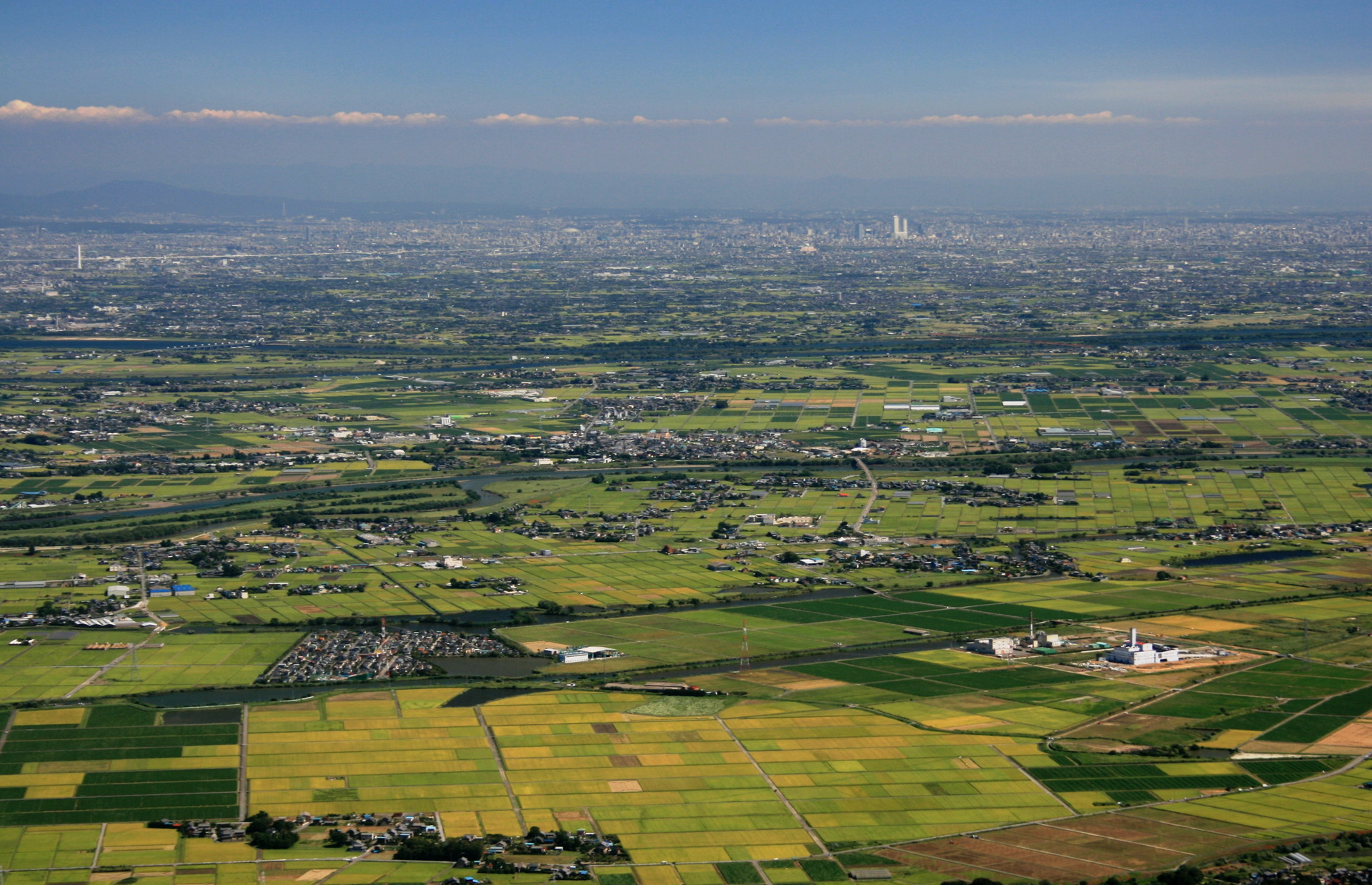
Nizina Nōbi, w głębi Nagoja
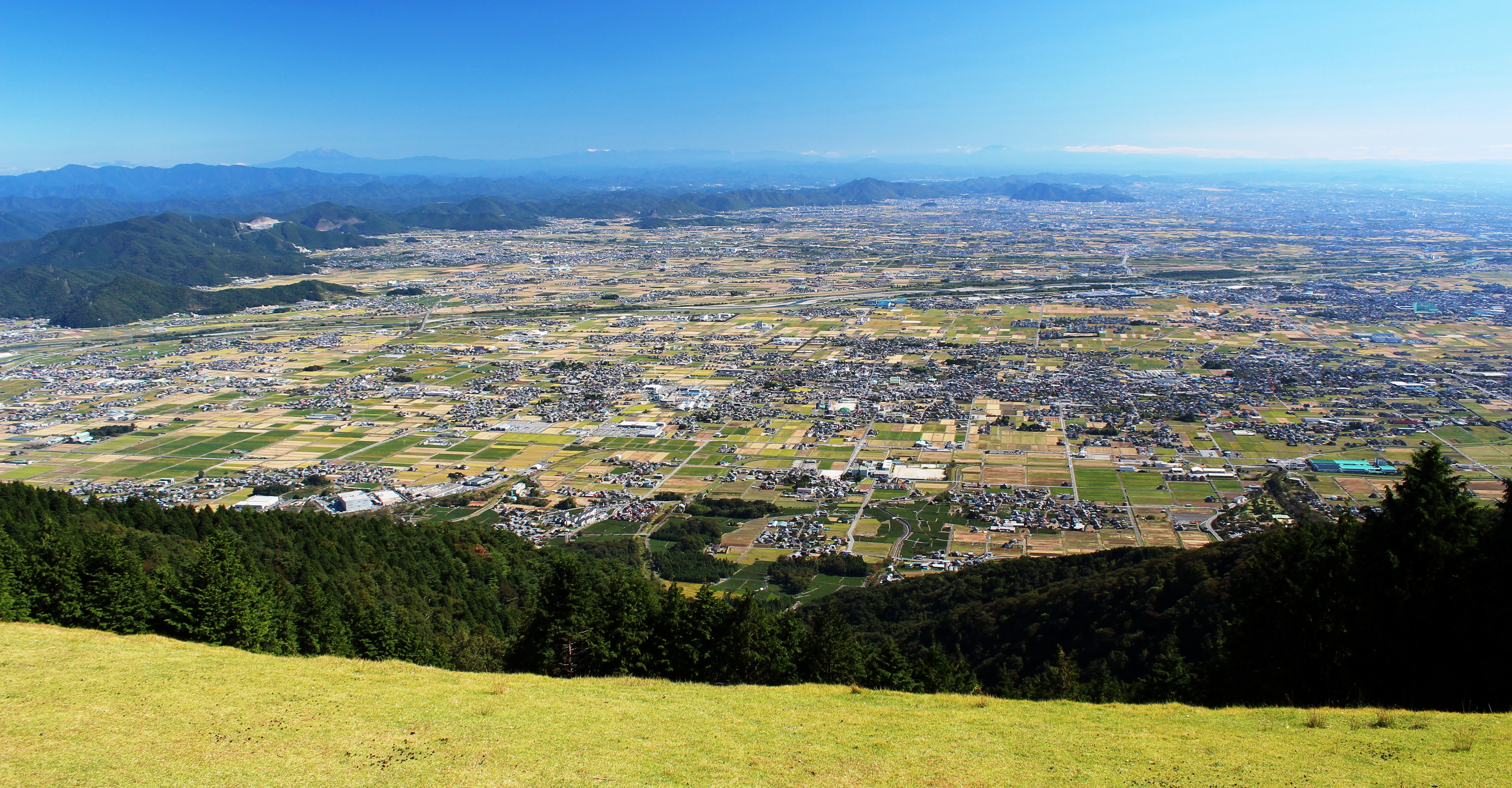
Widok niziny z góry Ikeda (923,9 m)